# 巴雷塔
巴雷塔（Baretta），是印度旁遮普邦Mansa县的一个城镇。总人口14882（2001年）。

## 人口
该地2001年总人口14882人，其中男性7900人，女性6982人；0—6岁人口2110人，其中男1192人，女918人；识字率56.07%，其中男性为61.84%，女性为49.54%。